# Exinotis catachlora
Exinotis catachlora är en fjärilsart som beskrevs av Edward Meyrick 1916. Exinotis catachlora ingår i släktet Exinotis och familjen förnamalar. Inga underarter finns listade i Catalogue of Life.